# Konadu Yaadom
Konadu Yaadom, appelée également Kwadu Yaadom (vers 1750 - 1809), est la quatrième Asantehemaa des Ashantis, dans l'actuel Ghana. Par ses multiples mariages et son influence spirituelle, elle est une dirigeante importante et puissante au XVIIIe et au début du XIXe siècle. Elle succède à Akyaama qui est déchue et bannie de la lignée Oyoko

## Biographie
Yaadom naît vers 1750. Ses parents sont Mamponhene Asumgyima Penemo et Aberafi Yaa. Leur mariage a été conclu comme un arrangement politique afin que le clan de Penemo - les Bretuo - prenne le pouvoir dans la région qui était autrement contrôlée par le clan Oyoko, dont Aberefi était originaire. 
Son lignage est issu d'Aberafi Yaa, la seule royale (femme du clan Oyoko dont la descendante a un droit d'accès au trône royale) ayant survécu au raid d'Ebiri Moro mené en 1718 durant le règne d'Osei Tutu Ier et dont le but était de provoquer l'extinction de la lignée royale. Aberafi Yaa est dès lors l'ancêtre de toutes les royales Oyoko. 

### Mariages
Lorsque Yaadom a environ dix ans, un mariage stratégique similaire est arrangé pour elle avec Apahene Owusu de Mampong. Selon la tradition, son deuxième mari est Safo Katanka le Mamponhene. Cependant, l'historien Ivor Wilks pense que ce mariage était entre Katanka et l'une des sœurs de Yaadom - dans la chronologie de ses mariages, il n'y a pas assez de temps pour qu'elle ait trois enfants de lui avant d'épouser son troisième mari,. En effet, la version officielle de la dynastie asante ne fait aucune mention d'Akyaama qui règne pourtant avant Konadu Yaadom. Par manipulation génétique, Konadu Yaadom s'accapare la paternité d'Opoku Kwame et de Yaa Dufi.
Selon la tradition, son troisième mariage est avec Adu Twum de Kumasi, avec qui elle a quatre enfants : Opoku Kwame ; Yaa Dufi ; Akua Akrukruwaa ; Opoku Fofie. Yaa Dufi est devenue Asantehemaa plus tard ; Opoku Fofie est devenu Asantehene. Selon la tradition, le quatrième mari de Yaadom était Asokore-Mamponhene Owusu Ansa, avec qui elle a trois enfants : Osei Kofi ; Osei Bonsu; Osei Badu. Osei Bonsu devient plus tard Asantehene.
Selon la tradition, le cinquième mari de Yaadom est Owusu Yaw, d'Anowo à Kumase. Ils ont deux enfants : Osei Yaw, qui deviendra plus tard Asantehene et un enfant sans nom. Yaadom et ce dernier enfant sont morts des suites de complications lors de l'accouchement.
Ces multiples mariages suivent la logique de pérennisation du lignage du clan Oyoko et découlent des conséquences du raid d'Ebiri Moro en 1717 qui manqua de tuer l'ensemble des femmes du clan, et donc la légitimité matrilinéaire à accéder au trône royal Ashanti. Les mariages de Konadu Yaadom avec Adu Twum, fils de l'Asantehene d'Opoku Ware, et Owusu Ansa, fils d'Osei Tutu, visent également à assurer la pérennisation des maisons patrilinéaires des deux premiers Asantehene. 

### Asantehemaa
La date à laquelle Yaadom est devenue reine-mère (Asantehemaa) est débattue. L'historienne Katherine von Hammerstein estime qu'elle a assumé ce rôle vers 1778. Cependant David Owusu-Ansah date cette accession de 1770. Tous deux conviennent qu'Yaadom a tenu le rôle jusqu'à sa mort en 1809,. Cette accession se déroule après la déchéance d'Akyaama qui est en proie à un conflit avec Osei Kwadwo. Une faute majeure est commise et provoque son bannissement ainsi que celui de son yafunu (branche dynastique issue d'une même matrice) vers 1770,. Un document britannique de 1780 confirme que son effacement et sa destitution est déjà effective et que la nouvelle Asantehemaa, Konadu Yaadom, en est responsable. Konadu Yaadom opère des modifications généalogiques afin de placer toute la lignée dans sa descendance, incluant les enfants d'Akyaama. Et, pour garantir sa position, elle prend pour époux le Mamponhene, anciennement marié à Akyaama. 
En 1798, Yaadom dirige la déposition et le détrônement de l'Asantehene Osei Kwame, ainsi que la destitution d'autres personnalités influentes du royaume. Elle est convaincue qu'il avait empoisonné son fils, un potentiel rival. En plus de l'empoisonnement supposé, l'une des raisons invoquées pour ses actions est qu'elle est opposée à la proximité d'Osei Kwame avec les musulmans de l'extérieur du royaume, et à son intention d'établir « la loi coranique comme code civil ». De plus, si la conversion de Kwame à l'islam s'était poursuivie, cela aurait remis en question la pratique d'héritage matrilinéaire du peuple: au lieu d'oncle au fils de la sœur, on aurait pu passer à un modèle de père en fils. Certaines sources suggèrent qu'Osei Kwame "était un croyant dans l'âme", mais que l'islam ne pourrait pas fusionner avec les structures sociales traditionnelles de l'Asante. Après son détrônement, il s'est enfui à Kumasi.
Durant le conflit dynastique qui l'oppose à Osei Kwame, elle traque également sa sœur, Amma Sewaa, qui a fui à Juaben. Celle-ci perd ses deux fils aînés dans des circonstances incertaines, et plusieurs maris subissent le même sort. L'hypothèse de l'empoisonnement par Konadu Yaadom est soulevée. Konadu Yaadom en vient à adresser des menaces de mort à l'encontre d'Amma Sewaa.
Cet épisode conduit également à une consolidation du pouvoir de Yaadom et du rôle des Asantehemaa. Selon Ivor Wilks, Yaadom a encouragé une nouvelle révision des généalogies royales, supprimant toute référence à la mère biologique d'Osei Kwame, Akyaama, qui aurait pu potentiellement être une rivale de Yaadom pour le titre d'Asantehemaa.
En 1804, le fils de Konadu Yaadom, Opoku Fofie, accède au trône de l'Asantehene, mais il succombe dans l'année. Une crise de succession menace le clan Oyoko durant le règne de son successeur, Osei Bonsu, car l'héritier désigné meurt de la varicelle en 1807. Il ne reste qu'un héritier, Osei Yaw Akoto, dernier fils de Konadu Yaadom. C'est dans ce cadre que Konadu Yaadom accepte de lever le bannissement qui retombe sur la lignée d'Akyaama et permet à la branche d'Amaa Sewaa et Adoma Akosua de revenir au quartier royal.
Elle meurt en 1809 en accouchant de son dernier enfant et Adoma Akosua lui succède.

## Manipulation généalogique
Selon la version officielle, Konadu Yaadom se marie à cinq reprises et est la mère de douze enfants dont quatre Asantehene : Osei Kwame, Opoku Fofie, Osei Bonsu et Osei Yaw. Bien que le cas d'une royale Oyoko très fertile ne soit pas unique dans la version officielle, il s'agit d'un cas où la manipulation généalogique est avérée. Gérard Pescheux suppose que les précédents cas pourraient également en être. Ivor Wilks analyse la chronologie des événements et de la généalogie officielle et en vient à la conclusion qu'une Asantehemaa est effacée des annales par manipulation généalogique. Cette argumentation se résume en quatre points : 
- Safo Katanka, supposé second mari de Konadu Yaadom, devient Mamponhene (chef de Mampong) au plus tard en 1758. Mais Konadu Yaadom meurt en 1809 d'une grossesse tardive, alors âgée d'une cinquantaine d'années[18].
- Son dixième enfant supposé, Osei Bonsu, serait né vers 1779 et sa mère ne serait âgée que d'une vingtaine d'années[18].
- Le septième enfant supposé, Opoku Fofie, serait né dans les années 1770 et ses sœurs à la fin des années 1760[18].
- La conclusion de ce qui précède est que Konadu Yaadom ne peut pas être la mère des trois enfants qui lui sont assignés par son second mariage avec Safo Katanka[18].

Sur base de cette conclusion, Ivor Wilks analyse les documents néerlandais des années 1750 et relève le nom d'une Akjaanba, l'équivalent d'Akyaama, en tant que royale Oyoko liée au Mamponhene suggérant une reconstruction généalogique différente dans laquelle Akyaama serait une fille d'Aberafi Yaa mariée à Safo Katanka et aurait donné naissance à Amma Sewaa et Osei Kwame Panyin. La manipulation ultérieure substitue le mariage et les enfants d'Akyaama vers Konadu Yaadom. Selon Gérard Pescheux, cela signifie que « pour masquer la déchéance d'un royal de Mampon, père de royaux Oyoko, la solution retenue consiste à falsifier la généalogie officielle des Oyoko de Kumase ».

## Postérité
Deux dirigeantes ont pris le nom de Yaadom (avec une orthographe différente). Konadu Yaadom II était Asantehemaa de 1917 à 1944, régnant aux côtés de Prempeh I et Prempeh II. Nana Konadu Yiadom III est devenue Asantehemaa en 2017.

## Historiographie
L'Asantehemaa Konadu Yaadom est une figure importante de l'histoire d'Asante pour plusieurs raisons. Premièrement, ses mariages illustrent les structures de pouvoir concurrentes à l'œuvre dans les lignées royales des Asante. Deuxièmement, selon Ivor Wilks, son mariage avec Adu Twum a établi la « dominance des maisons d'Osei Tutu et d'Opoku Ware sur le tabouret d'or ». Troisièmement, elle « a contribué à la montée d'un "centre" fort dans la politique de l'union Asante », selon David Owusu-Ansah. Certaines sources se réfèrent à Yaadom comme Kwadu, plutôt que Konadu, ou Yiadom plutôt qu'Yaadom,.

## Dans la littérature
Yaadom figure dans le roman Ama de Manu Herbstein, qui raconte l'histoire d' une jeune femme Asante victime de la traite atlantique des esclaves. Elle figure également dans la suite d'Ama, qui s'appelle Brave Music of a Distant Drum. Son arrière-petit-fils Kwame Poku figure dans un roman d' Arthur Japin, se déroulant lors de l'expansion néerlandaise en Afrique de l'Ouest au XIXe siècle et racontant l'histoire de deux princes Asante qui ont été présentés à la cour royale néerlandaise en 1837.